# Eidgenössische Abschiede
Eidgenössische Abschiede waren Abschiede (französisch recès, départ), die den Gesandten der Tagsatzung der Alten Eidgenossenschaft und der Schweizerischen Eidgenossenschaft bis zur Gründung des Bundesstaates 1848 am Ende der Tagsatzung oder Konferenz ausgehändigt wurden, woher der Begriff stammt. Die Abschiede der alten Eidgenossenschaft hatten keine Gesetzeskraft oder Zwangsgewalt. Sie dienten den Abgeordneten dazu, ihren Regierungen den Inhalt der Beratungen zu übermitteln. Ähnliche Memoranden bestanden bei den Drei Bünden, den Walliser Zehnden und beim Reichstag.

## Geschichte
Die eidgenössischen Abschiede sind ebenso alt wie die Tagsatzungen selbst und gehen auf das erste Viertel des 14. Jahrhunderts zurück. Ihre ursprünglich sehr einfache Ausgestaltung wurde im Laufe der Zeit vervollkommnet. Die Abschiede wurden grundsätzlich nicht gedruckt und waren geheim. Gesandte erhielten zum Teil nur Abschriften der Geschäfte, die ihren Stand interessierten. In der Alten Eidgenossenschaft hatte die Tagsatzung keine ständige Kanzlei, sondern bediente sich zur Abfassung und Verteilung der Abschiede der Kanzleien der verschiedenen Tagsatzungsorte. Diese Kanzleien erstellten Listen der Abgeordneten und chronologische Register, archivierten Beilagen wie Verträge, politische Briefwechsel sowie Jahresrechnungen, namentlich der gemeinen Herrschaften. Im Gegensatz zu Reichstagsabschieden wurden die eidgenössischen weder gesiegelt noch unterschrieben.

### Ab 1803
Förmliche Abschiede waren auch üblich während der Mediation (1803–1813), der Restauration (1815–1830) und Regeneration (1830–1848), als sie gedruckt wurden. Die Protokolle der Tagsatzungen von 1814 bis 1848, redigiert vom eidgenössischen Kanzler und vom eidgenössischen Staatsschreiber, bildeten die authentische Grundlage des damaligen eidgenössischen Rechts und – im Zweifelsfall – seiner Interpretation. Jeder Kanton besitzt davon eine vollständige Sammlung in französischer und deutscher Sprache. Die Sammlung des Bundesarchivs enthält ausserdem die Berichte der Kommission, die Akkreditierungen der Abgeordneten, die Instruktionen der Kantone und die allgemeine Korrespondenz.

## Archivierung
Die Abschiede werden in den Staatsarchiven verschiedener Kantone aufbewahrt, etwa:
- Staatsarchiv Aargau: Archiv der Tagsatzung in Baden 1526–1712[3][4]
- Staatsarchiv Thurgau: Archiv der Tagsatzung in Frauenfeld 1713–1797[5]
- Staatsarchiv des Kantons Zürich
- Staatsarchiv Bern
- Staatsarchiv Luzern

Die in Altdorf gesammelten Abschiede fielen 1799 dem Brand des Urner Staatsarchivs zum Opfer. Das Archiv der Tagsatzungen von 1803 bis 1813 befindet sich im Bundesarchiv; Abschriften werden auch in den Archiven der 19 damals zur Schweiz gehörenden Kantone aufbewahrt.

## Edition

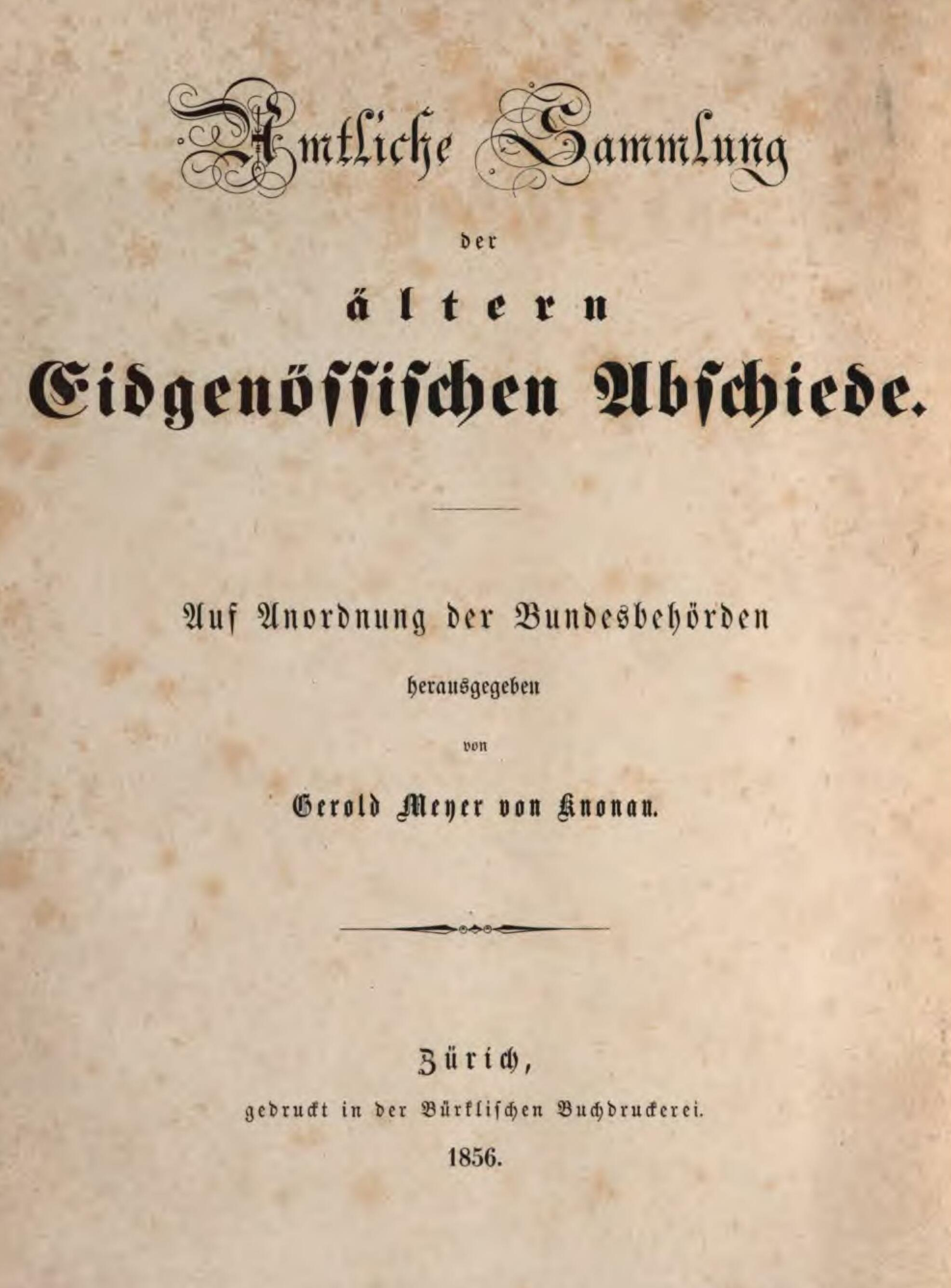
Amtliche Sammlung der ältern Eidgenössischen Abschiede von Band 8, publiziert 1856

Ab 1852 wurden die Regesten der Abschiede der alten Eidgenossenschaft unter der Leitung des Bundesarchivs ediert. Diese Amtliche Sammlung der ältern Eidgenössischen Abschiede beruht auf den Ausfertigungen der Abschiede und Jahresrechnungen, die den Kompilatoren zur Verfügung standen oder herangezogen wurden. Ergänzungen wurden zum Teil zusammengetragen, aber nicht gedruckt.

## Abschiede
- Amtliche Sammlung der ältern Eidgenössischen Abschiede. Herausgegeben auf Anordnung der Bundesbehörden (EA), Zeitraum 1245–1798, bearbeitet durch Philipp Anton von Segesser, Johannes Strickler, Karl Deschwanden, Joseph Karl Krütli, Jakob Kaiser, Jakob Vogel, Johann Adam Pupikofer, Martin Kothing, Johann Baptist Kälin, Daniel Albert Fechter, Gerold Ludwig Meyer von Knonau. 1856–1886 (8 Bände, 24 Teile, 25'000 Seiten).
  - Ein Band für den Zeitraum 1291–1420 von Joseph Eutych Kopp erschien 1839, überarbeitet durch Philipp Anton von Segesser in 2. Auflage als Band 1 der Sammlung 1874
- Abschiede der Eidgenössischen Tagsatzung. (51 Bände). Zeitraum 1816–1848
- Amtliche Sammlung der neuern Eidgenössischen Abschiede. Wyss, Bern (4 Bände). 1842–1886
  - Repertorium der Abschiede der eidgenössischen Tagsatzungen vom Jahre 1803 bis Ende des Jahres 1813 oder während des Zeitraums, da die mediationsmässige Bundesverfassung Geltung hatte. Bern 1842.
    - Jakob Kaiser (Bearbeiter): Repertorium der Abschiede der eidgenössischen Tagsazung aus den Jahren 1803 bis 1813. 2. Auflage. Wyss, Bern 1886.

  - Wilhelm Fetscherin (Bearbeiter): Repertorium der Abschiede der eidgenössischen Tagsazungen aus den Jahren 1814 bis 1848. Bern 1874 (2 Bände).